# فواز عوانة
فواز عوانة أحمد حسين المصعبي المعروف باسم فواز عوانة (مواليد 25 نوفمبر 1988 في أبوظبي) هو لاعب كرة قدم إماراتي يجيد اللعب كجناح لصالح نادي بني ياس.

## المسيرة الإحترافية
كانت بداياته مع نادي بني ياس و انتقل إلى نادي النصر عام 2016 و عاد إلى نادي بني ياس عام 2018 و أعير إلى نادي الوحدة في صيف 2019 .

## الحياة الشخصية
فواز هو شقيق ذياب، الذي توفي في حادث مرور.

## روابط خارجية
- فواز عوانة على موقع Soccerway.com (الإنجليزية)